# Rat Burana
Rat Burana (in thailandese: ราษฎร์บูรณะ) è uno dei 50 distretti (khet) della città di Bangkok, in Thailandia.